# Nikolin Lorenci
Nikolin Lorenci (ur. 13 grudnia 1949 w Lezhy, zm. 21 listopada 2020) – albański piłkarz i trener piłkarski Besëlidhji Lezha, honorowy obywatel Lezhy. Zmarł z powodu COVID-19.